# Martin Hengel
Martin Hengel (Reutlingen, 14 dicembre 1926 – Tubinga, 2 luglio 2009) è stato un teologo e saggista tedesco.

## Biografia
Luterano, professore emerito all'Università di Tubinga, Hengel è stato un esperto di Nuovo Testamento, ebraismo rabbinico e di Cristianesimo delle origini. Sostenitore della storicità dei Vangeli, è considerato uno dei maggiori esegeti del Novecento.

## Opere tradotte in lingua italiana
- Leali con Dio : Gesù era un rivoluzionario?, Fossano (Cuneo), Editrice esperienze, 1971.
- Ebrei, greci e barbari: aspetti dell'ellenizzazione del giudaismo in epoca precristiana, Brescia, Paideia, 1976.
- Violenza e non violenza : una teologia politica nell'Antico e Nuovo Testamento, coautore Nicola Negretti, Torino, Marietti, 1977.
- Il figlio di Dio : l'origine della cristologia e la storia della religione giudeo-ellenistica, Brescia, Paideia, 1984.
- La storiografia protocristiana, Brescia, Paideia, 1985.
- Crocifissione ed espiazione, Brescia, Paideia, 1988. ISBN 88-394-0407-4
- Sequela e carisma: studio esegetico e di storia delle religioni su Mt. 8,21 s. e la chiamata di Gesù alla sequela, Brescia, Paideia, 1990. ISBN 88-394-0439-2
- Il Paolo precristiano, coautore Roland Deines, Brescia, Paideia, 1992. ISBN 88-394-0478-3
- L'ellenizzazione della Giudea nel I secolo d.C., coautore Cristoph Markschies, Brescia, Paideia, 1993. ISBN 88-394-0498-8
- Gli zeloti : ricerche sul movimento di liberazione giudaico dai tempi di Erode I al 70 d.C., Brescia, Paideia, 1996. ISBN 88-394-0536-4
- La questione giovannea, Brescia, Paideia, 1998. ISBN 88-394-0567-4
- Giudaismo ed ellenismo: studi sul loro incontro, con particolare riguardo per la Palestina fino alla metà del II secolo a.C., Brescia, Paideia, 2001. ISBN 88-394-0621-2